# بئر بوحوش
بئر بوحوش بلدية ومركز دائرة بئر بوحوش في ولاية سوق أهراس.
تتربع بئر بوحوش على مساحات شاسعة من الأراضي الفلاحية مما يؤهلها لكي تكون قطبا إنتاجيا واعدا في مجال المنتوجات الفلاحية (خضر -حبوب- إنتاج الحليب -إنتاج اللحوم البيضاء والحمراء) نظرا لوجود أكبر سد للسقي في ولاية سوق أهراس (سد واد الشارف) الذي يعتبر مصدر رزق للكثير من الفلاحين
كانت بئر بوحوش أيام الثورة التحريرة تسمى (الصار).

## تسمية
وسميت بهذا الاسم نظرا لوجود مقر إدارة الاستعمار الفرنسي الغاشم (SAS) حيث أن تسمية بئر بوحوش جاءت بعد الاستقلال نسبة للبئر الموجودة في مشتة البشاقة (عرش البشاقة، بوحفص، بوراس، بومعراف بشقاوي، منيعي، بوشقرة). دفعت بئر بوحوش خيرة شبابها على مذبح الحرية والاستقلال ومن رجالها الثوريين بومعرافي صالح وبشقاوي العايش ونايلي عبد الرحمن.

## شخصيات
ومن رجالها الطيبين الشيخ سي بورحلة الذي كان له الأثر الكبير في تحفيظ القرآن الكريم ومن القبائل النازحة لها: (أولاد لطيفة، أولاد الكامل، والبشاقة، المذاكرية، أولاد دراج، أولاد نايل، أولاد سي أحمد والأعشاش وأولاد الوطار).
ويبلغ عدد سكانها حوالي 12 ألف نسمة تبعد عن كل من مدينة عنابة وتبسة وقسنطينة بحوالي 110كم وعن كل من مدينة قالمة وأم البواقي وسوق أهراس بحوالي 70 كلم، وأغلب سكانها يعتمدون على الزراعة والفلاحة بصفة عامة، وتعتبر مدينة عذراء من حيث الاستثمار فهي تحتاج إلى استثمار واسع في جميع المجالات خاصة التي تتعلق بالفلاحة فهي مدينة آمنة وبها منطقة صناعية تستطيع استقطاب المستثمرين الصناعيين فشعبها يرحب بكل إنسان يأتي من أجل المنفعة العامة. وأهم حي في بئر بوحوش الحي العريق ساحة الشهداء محمد بوضياف.